# Anselm Kratochwil
Anselm Kratochwil (* 5. Februar 1951 in Heidelberg) ist ein deutscher Biologe, Hochschulprofessor im Ruhestand und Vertreter der Biozönologie.

## Biografie
Nach dem Abitur am Bunsen-Gymnasium Heidelberg studierte Anselm Kratochwil von 1972 bis 1978 Zoologie, Geobotanik, Limnologie und Bodenkunde an der Universität Freiburg und diplomierte 1978. Dissertation bei Hannes F. Paulus am Zoologisches Institut der Universität Freiburg über das Thema „Blumen-Insekten-Gemeinschaften eines nicht mehr bewirtschafteten Halbtrockenrasens im Kaiserstuhl: Aspekte der Co-Phänologie, der Biogeographie und der Co-Evolution. Ein Beitrag zur Blütenökologie auf pflanzensoziologischer Grundlage“. Für seine mit summa cum laude abgeschlossene Arbeit erhielt er 1983 den Goedecke-Forschungspreis der Universität Freiburg, eine der höchsten Auszeichnungen auf dem Gebiet der Naturwissenschaften in Freiburg.
Von 1982 bis 1986 war Kratochwil Wissenschaftlicher Mitarbeiter am Biologischen Institut II der Universität Freiburg, Lehrstuhl für Geobotanik bei Otti Wilmanns. Anschließend 1987 bis 1989 war er Stipendiat der Deutschen Forschungsgemeinschaft.
Von 1989 bis 1992 hatte Kratochwil einen Lehrauftrag am Biologischen Institut I (Zoologie) der Universität Freiburg für die Bereiche Biozönologie und Tierökologie und habilitierte sich dort 1990 für das Fach Ökologie. Verleihung der venia legendi durch den Senat der Universität Freiburg; Privatdozent an der Fakultät für Biologie der Universität Freiburg. 1990 und 1991 war Kratochwil Gastprofessor an der Universität für Bodenkultur Wien bzw. der Universität Utrecht.
1992 erfolgte die Berufung als Nachfolger von Helmut Lieth an die Universität Osnabrück als Ordinarius für Ökologie. Dort wirkt er als Vorstand der Arbeitsgruppe „Ökologische und sozioökonomische Systemforschung“ der Universität Osnabrück. Er ist Vorstand des Institutes für Umweltsystemforschung der Universität Osnabrück sowie stellvertretender Direktor des Botanischen Gartens der Universität Osnabrück. 1998 bis 1999 war Kratochwil Dekan des Fachbereiches Biologie/Chemie der Universität Osnabrück. Zum 31. März 2013 trat Anselm Kratochwil in den Ruhestand.
Anselm Kratochwil ist verheiratet mit der Botanikerin Angelika Schwabe-Kratochwil, mit der er einen gemeinsamen Sohn (Claudius, *1983) hat.

## Werk
Der Fachbereich von Kratochwil an der Universität Osnabrück beschäftigt sich vorrangig mit den Themenkomplexen Biozönologie, Tierökologie, Vegetationsökologie und Geoökologie/Umweltanalytik.
Kratochwil ist Herausgeber und Mit-Herausgeber mehrerer wissenschaftlicher Fachzeitschriften u. a. Plant Ecology, Phytocoenologia, Tasks for Vegetation Science. 2002 erhielt er den Transferpreis der Universität Osnabrück für Wissenstransfer und Kooperationen.

## Mitgliedschaften
- Vorstand des Hochschulverbandes, Ortsgruppe Osnabrück, seit 1996 (Vorsitz 1999–2003)
- Wissenschaftlicher Beirat: Global zukunftsfähige Entwicklung - Perspektiven für Deutschland (Forschungszentren der Hermann von Helmholtz-Gemeinschaft) (2000–2003)
- Umweltbeirat der Evangelischen Landeskirche Baden seit 1991
- Arbeitsgruppe „Global Change“ der RTG, stellvertretender Vorsitzender (1998–2004)
- Arbeitsgruppe „Umwelt, Frieden, Entwicklung“ der Universität Osnabrück (seit 1998)
- Sprecher des Arbeitskreises „Biozönologie“ in der Gesellschaft für Ökologie (1987–1998)
- Beirat der Gesellschaft für Ökologie (1992–1995)
- Arbeitskreis Wildbienenkataster am Staatlichen Museum für Naturkunde Stuttgart (seit 2004)

## Werke (Auswahl)
Nach eigenen Angaben umfasst die Publikationsliste von Anselm Kratochwil 89 Veröffentlichungen, einige werden hier dargestellt:
- A. Schwabe, A. Kratochwil: Weidbuchen im Schwarzwald und ihre Entstehung durch Verbiß des Wälderviehs: Verbreitung, Geschichte und Möglichkeiten der Verjüngung. - Beih. Veröff. Naturschutz Landschaftspflege 49, Karlsruhe 1987.
- A. Kratochwil, A. Schwabe: Ökologie der Lebensgemeinschaften: Biozönologie. UTB-Reihe. Ulmer Verlag 2001 ISBN 3-8252-8199-X
- A.Kratochwil (Hrsg.): Biodiversity in ecosystems. Principles and case studies of different complexity levels. Tasks for Vegetations Science 34, Kluwer Academic Publishers, Dordrecht 1999
- C. Burga, A. Kratochwil (Hrsg.): Biomonitoring - General and Applied Aspects on a Regional and Global Scale. Tasks for Vegetations Science 35, Kluwer Academic Publishers, Dordrecht 2001.
- Kratochwil (Hrsg.): Interactions between animals, plant species and vegetation. Special Issue Phytocoenologia 32 (4), Berlin, Stuttgart 2002; S. 515–676.

Zudem gab Kratochwil die deutsche Übersetzung von Elements of Ecology heraus:
Thomas M. Smith, Robert L. Smith: Ökologie (6., aktualisierte Auflage). Pearson Studium, München 2009. ISBN 3-8273-7313-1

## Belege
1. 1 2 3  Curriculum Vitae: Kratochwil, Anselm, Univ.-Prof., Dr. rer. nat., Diplom-Biologe, FRES (Memento vom 11. März 2016 im Internet Archive) an der Universität Osnabrück.
2. ↑  Entnommen aus der Chronological Publication List (Memento vom 7. April 2014 im Internet Archive) Vita Universität Osnabrück.